# 西北行政區 (莫斯科)
西北行政區（羅馬化：Severo-Zapadny administrativny okrug），位於俄羅斯莫斯科的行政區，與中央行政區、北行政區和西行政區接壤，面積9328.1平方公里，人口805,391人（2010年統計）。

## 歷史
1988年1月1日，蘇聯共產黨第8任總書記戈巴契夫正式上任（1987年11月7日贏得第一次總書記直選），並啓動1958年以後的第一次一級行政區域（直轄市和加盟共和國）改制計劃。在此背景下，當時在任的莫斯科第14任市委書記（同時也是市長）的賽金對莫斯科市内的行政區域做出了一番整合，將原先的30個行政區合併為8個，西北行政區因此設立。
1991年7月10日，行政區由8個增加至10個，但西北行政區，北行政區，東北行政區，西行政區，中央行政區，東行政區和綠城行政區這7個行政區範圍不變，改動部分是從南行政區分出西南行政區和東南行政區這2個新的行政區。
2008年1月1日，大莫斯科合併升格案正式啓動，原本就是直轄市的莫斯科市和原本屬於俄羅斯聯邦管轄的伏爾加河上游地區（包含現為大莫斯科西北頂點的伏爾加河源頭，和包含莫斯科州在内的七個州）正式合併，這是1988年以後的莫斯科行政區域再次改制。大莫斯科市依然維持10個行政區，中央行政區和綠城行政區不變，其他8個行政區擴大。同時設立三環區域：原先的莫斯科市改爲一環地區，原先的莫斯科州改爲二環地區，原先的伏爾加河上游地區（不包含莫斯科市和莫斯科州）改爲三環地區。合併改制後的大莫斯科市呈正方形狀。
當時在任的莫斯科第16任市長的盧日科夫成爲了大莫斯科合併以後的第一位市長，大莫斯科市長的產生方式由此恢復中央直接任命，莫斯科各市轄行政區區長和行政區轄區區長則由市長自行任命。
2010年10月28日，莫斯科第17任市長蘇比雅寧正式上任，並於上任當天撤換了西北行政區區長，將Виктор Назарович Дамурчиев正式任命為西北行政區區長。

## 地理
西北行政區是莫斯科面積最大的行政區，該行政區大致上和莫斯科的其他行政區一樣，基本上為大平原地形。此外，該行政區的森林面積在莫斯科的10個行政區當中排名第一。

## 行政區域
西北行政區共分為8區，各區名稱為：
| \| 俄語名 \| 中文翻譯 \| \| ------------------------------ \| ----------------------- \| \| Куркино（俄语：Куркино (район Москвы)） \| 庫爾金諾區 \| \| Митино（俄语：Митино (район Москвы)） \| 米金諾區 \| \| Покровское-Стрешнево（俄语：Покровское-Стрешнево (район Москвы)） \| 帡幪-斯特列什捏沃區 \| \| Строгино（俄语：Строгино (район Москвы)） \| 斯特羅金諾區 \| \| Северное Тушино（俄语：Северное Тушино） \| 北圖申諾區 \| \| Южное Тушино（俄语：Южное Тушино） \| 南圖申諾區 \| \| Хорошёво-Мнёвники（俄语：Хорошёво-Мнёвники） \| 霍羅紹沃-姆尼奧夫尼基區 \| \| Щукино \| 休金諾區 \| |                         |
| 俄語名 | 中文翻譯                |
| Куркино | 庫爾金諾區              |
| Митино | 米金諾區                |
| Покровское-Стрешнево | 帡幪-斯特列什捏沃區     |
| Строгино | 斯特羅金諾區            |
| Северное Тушино | 北圖申諾區              |
| Южное Тушино | 南圖申諾區              |
| Хорошёво-Мнёвники | 霍羅紹沃-姆尼奧夫尼基區 |
| Щукино | 休金諾區                |

## 工商機構
- 森林管理局 第一分局

## 重大建設
- 科涅夫元帥街